# Sepsis
La sepsis, también llamada septicemia en algunos casos, es un síndrome de anormalidades fisiológicas, patológicas y bioquímicas, potencialmente mortal asociadas a una infección. Estas anormalidades son secundarias a una respuesta inmunitaria desmesurada frente a la infección, que termina dañando los tejidos y órganos propios y conduciendo a una disfunción multiorgánica. El síndrome de respuesta inflamatoria sistémica (SRIS) se asocia con la sepsis, pero no es causa absoluta de esta, ya que la sepsis involucra la activación tanto de respuestas proinflamatorias como antiinflamatorias.

## Etimología
El vocablo «sepsis» viene del griego σήψις sḗpsis, que significa 'putrefacción'. La palabra «septicemia» está formada por el lexema griego σηπτικός sēptikós 'que corrompe' y el sufijo -emia proveniente del latín científico -aemia, y este del griego -αιμία -aimía, derivado a su vez de αἷμα haîma 'sangre'; literalmente significa 'presencia anormal de corrosión/putrefacción en sangre'. Sin embargo, aunque esta afección sea un SRIS de causa infecciosa, no está causada necesariamente por la presencia de gérmenes en sangre, basta con que haya cualquier tipo de infección, por lo que se considera más apropiado usar el término «sepsis», y para los casos en que coexistan una sepsis y una bacteriemia se utilizará «septicemia».

## Definiciones

### Infección
Se llama infección a todo proceso patológico secundario a la invasión por microorganismos patógenos o potencialmente patógenos de un tejido, líquido o cavidad anatómica que en condiciones normales deben permanecer estériles. Sin embargo, está definición no es perfecta, ya que, por ejemplo, el colon no es estéril y una infección por Clostridium difficile se puede generar allí. Las manifestaciones de la infección por este germen no se relacionan con la invasión, sino con la exotoxina que produce.

### Sepsis
Sepsis, hasta el año 2015, significaba, de acuerdo con los expertos, una infección con manifestaciones de respuesta inflamatoria sistémica (SRIS), como fiebre o hipotermia, taquicardia, taquipnea, leucocitosis o leucopenia, entre otras. Desde el año 2017, según los mismos expertos, el término sepsis se define como la disfunción orgánica causada por una respuesta anómala del huésped a la infección que supone una amenaza para la supervivencia. En cuanto a la disfunción orgánica, con fines de operatividad clínica puede ser definida como un aumento de dos puntos o más en el sistema de medición SOFA (Sequential [Sepsis-related] Organ Failure Assessment o Evaluación Secuencial de la Insuficiencia Orgánica —relacionada con la sepsis—), lo que se asocia con una mortalidad hospitalaria mayor del diez por ciento y por ende merece una respuesta rápida y adecuada.

### Sepsis grave
El término «sepsis grave», hasta el año 2015, significaba, de acuerdo con los expertos, la presencia de sepsis en asociación con manifestaciones de disfunción orgánica o de hipoperfusión tisular, como hipoxemia, oliguria, acidosis láctica, elevación de enzimas hepáticas, alteración mental y trastorno de la coagulación, entre otras. Desde el año 2015, según los mismos expertos, se considera un término redundante (la sepsis siempre es grave).

### Choque séptico
El choque séptico, hasta el año 2015, significaba, de acuerdo con los expertos, una sepsis con insuficiencia circulatoria por hipotensión arterial persistente (presión arterial media o PAM inferior a 60 mmHg) pese a una terapia con líquidos correcta. Desde el año 2015, según los mismos expertos, el choque séptico es un tipo de sepsis que se acompaña de anomalías circulatorias, celulares y metabólicas lo bastante profundas como para aumentar de manera sustancial la mortalidad.
Los pacientes con choque séptico son aquellos con sepsis con hipotensión persistente que requiere vasopresores para mantener la presión arterial media (PAM) ≥ 65 mmHg y un nivel de lactato sérico mayor de 2 mmol/L (18 mg/dL) a pesar de la reposición adecuada de volumen. Cuando se cumple ese criterio la mortalidad hospitalaria supera el 40 %.

### Síndrome de disfunción multiorgánica por sepsis
Este síndrome define el compromiso de distintos órganos en un paciente con choque séptico.

### Síndrome de respuesta inflamatoria sistemica
El llamado síndrome de respuesta inflamatoria sistémica (SIRS) es un proceso inflamatorio que se encuentra asociado al menos con 2 de las siguientes manifestaciones clínicas: temperatura corporal > 38 °C o < 36 °C; frecuencia cardíaca > 90 latidos por minuto; frecuencia respiratoria > 20 respiraciones por minuto o evidencia de hiperventilación con una PaCO2 < 32 mmHg; recuento de leucocitos en sangre periférica > 12 000/mm³ o < 4000/mm³, o con presencia de neutrófilos inmaduros (bandas) ≥ 10 %. Cuando el SIRS es el resultado de un proceso infeccioso se denomina sepsis. La conferencia de consenso de expertos en el año 2001 evaluó esta definición y destacó que los criterios del SIRS no son muy sensibles ni específicos y propone mejorarlo de tal forma que refleje un proceso infeccioso con respuesta generalizada del individuo.

### Síndrome de respuesta antiinflamatoria compensatoria
El síndrome de respuesta antiinflamatoria compensatoria, se caracteriza por disminución en la expresión del HLA-DR en monocitos, apoptosis en linfocitos y predominio de la respuesta Th2 sobre Th1.

### Sepsis neonatal
Sepsis neonatal es el término utilizado para describir cualquier infección bacteriana sistémica documentada por un hemocultivo positivo en el primer mes de vida.

## Clasificación
La sepsis puede clasificarse de diferentes formas, según su gravedad o por tipos específicos.

### Según su gravedad
Se distinguen tres formas: sepsis no complicada, sepsis grave y choque séptico. La enfermedad en un paciente puede progresar desde una infección y luego a través de las tres etapas mencionadas, desarrollar una falla en múltiples órganos lo que puede llevarlo finalmente a su muerte.
- La sepsis no complicada suele ser causada por una gripe u otras infecciones virales, por gastroenteritis o por un absceso dental; se trata de una forma muy común (afecta a millones de personas por año) que en la mayor parte de los casos no requiere tratamiento hospitalario.[9]
- La sepsis grave se estima que en América del Norte se producen más de 750 000 casos anuales, con estimaciones similares para Europa, y todos esos casos deben ser tratados en el hospital. Esa etapa se desarrolla cuando la sepsis se produce en combinación con problemas de uno o más órganos vitales, como el corazón, los riñones, los pulmones o el hígado, y a causa de esos problemas las personas con sepsis grave tienen más probabilidades de morir (la tasa de mortalidad es de alrededor del treinta al treinta y cinco por ciento) que las afectadas por sepsis sin complicaciones.[9]
- El choque séptico se produce cuando la sepsis se complica con un descenso de la presión arterial que no responde al tratamiento estándar (administración de líquidos) y, como ya se dijo, conduce a problemas en uno o más de los órganos vitales. En esa situación el cuerpo no recibe la cantidad de oxígeno que necesita para funcionar adecuadamente y se utilizan medicamentos llamados vasopresores para aumentar la presión arterial. Los pacientes con choque séptico están muy graves y necesitan ser internados cuanto antes en una unidad de cuidados intensivos. Sin embargo, aun con tratamiento activo en esa unidad, la tasa de mortalidad se aproxima al cincuenta por ciento.[9]

### Según tipos específicos
- Sepsis neonatal:

La sepsis neonatal es una infección invasiva, por lo general bacteriana, que se produce durante el período neonatal. Los signos, que son múltiples e inespecíficos, incluyen disminución de la actividad espontánea, succión menos vigorosa, apnea, bradicardia, inestabilidad térmica, dificultad respiratoria, vómitos, diarrea, distensión abdominal, temblores, convulsiones e ictericia.

## Historia
El término σ̃ηψιζ (sepsis) es de origen griego cuyo significado era «descomposición o putrefacción de la materia orgánica animal o vegetal»; Homero, en el siglo VIII a. C. utilizó este término en La Ilíada; en el siglo IV a. C., Hipócrates lo introdujo en la Medicina.
Hipócrates consideraba que la sepsis, uno de los síndromes más antiguos y elusivos de la medicina, es el proceso por el cual se pudre la carne, los pantanos generan aire contaminado y las heridas supuran.
Tiempo después Galeno la consideró un evento loable y necesario para la cicatrización de las heridas.
En el siglo XI, Avicena utilizaba el término "pudrición de la sangre" para referirse a las enfermedades vinculadas con procesos purulentos importantes. Aunque ya se habían observado casos de toxicidad sistémica grave, el término específico para esa enfermedad —sepsis— comenzó a utilizarse en el siglo XIX. Hacia fines de ese siglo se creía que los microbios producían sustancias que podían enfermar al mamífero huésped y que las toxinas solubles liberadas durante la infección causaban la fiebre y el choque séptico comunes durante las infecciones graves.
En el año 1834, el término sepsis se incorporó al diccionario francés, significando putrefacción. En 1858, se incorporó al diccionario inglés, Oxford English Dictionary.
Con la confirmación de la teoría de los gérmenes por Semmelweis, Pasteur y otros científicos la sepsis se redefinió como una infección sistémica que a menudo se describía como "envenenamiento de la sangre" y se suponía que era el resultado de la invasión del huésped por microorganismos patógenos que luego se extendían por el torrente sanguíneo.
Sin embargo, con el advenimiento de los antibióticos modernos la teoría de los gérmenes pasó a ser una explicación incompleta de la patogenia de la sepsis dado que muchos pacientes con esa enfermedad morían pese a la erradicación del agente causal. Por lo tanto, los investigadores sugirieron la posibilidad de que el determinante de la patogenia fuera el huésped, no el germen.
En 1972, Lewis Thomas propuso que la respuesta del sistema inmune frente a los microorganismos durante una infección puede ser tan fuerte que se convierta en nociva para nosotros mismos. Roger Bone acuñó el término síndrome de respuesta inflamatoria sistémica (SIRS) para describir a aquellos pacientes que presentaban evidencia clínica de este fenómeno. Varios estudios clínicos se realizaron con el fin de evaluar la eficacia de diversos agentes que pudieran disminuir los efectos adversos de esta respuesta inflamatoria; sin embargo, ninguno produjo los resultados esperados.
En 1992 un panel de consenso internacional conformado por el Colegio Estadounidense de Neumonólogos (American College of Chest Physicians o ACCP) y de la Sociedad de Medicina Intensiva de los Estados Unidos (Society of Critical Care Medicine o SCCM) intentó unificar los criterios sobre la terminología empleada para designar la sepsis y sus complicaciones. Este grupo definió la sepsis como una respuesta inflamatoria sistémica a la infección y señaló que puede surgir en respuesta a múltiples causas infecciosas y que la septicemia no es una condición necesaria ni un término útil. En cambio, el panel propuso el término «sepsis grave» para describir los casos en los que la sepsis se complica con una disfunción orgánica aguda y «choque séptico» para describir a la sepsis complicada por hipotensión refractaria a la reanimación con líquidos o por un aumento en el lactato.
En 2003 un segundo panel de consenso que contó con la presencia de veintinueve participantes procedentes de Europa y América del Norte, y que conformaron cinco subgrupos para evaluar diferentes áreas, a saber, signos y síntomas de sepsis, marcadores celulares, citocinas, datos microbiológicos y los parámetros de la coagulación aprobó la mayor parte de esos conceptos, con la advertencia de que los signos de respuesta inflamatoria sistémica como la taquicardia o un recuento de leucocitos elevado se producen en muchos cuadros infecciosos y no infecciosos y por ende no son útiles para distinguir la sepsis de otras afecciones.

## Epidemiología
La sepsis provoca millones de muertes anuales en el mundo y es la causa más común de deceso entre las personas hospitalizadas.
La incidencia mundial de sepsis se estima en dieciocho millones de casos por año.
En los Estados Unidos la enfermedad afecta a alrededor de tres de cada mil personas y la sepsis grave contribuye con más de doscientas mil muertes al año.
La sepsis se observa en el 1-2 % de todas las hospitalizaciones y explica hasta el 25 % por ciento de utilización de las camas de las unidades de cuidados intensivos. Dado que rara vez se la informa como diagnóstico primario (a menudo es una complicación del cáncer o de otras enfermedades), es probable que haya una subestimación de su incidencia y de la mortalidad y la morbilidad asociadas.
Un estudio realizado por la AHRQ (Agency for Healthcare Research and Quality o Agencia para la Investigación del Cuidado y la Calidad de la Salud) de estados seleccionados reveló que en 2010 hubo cerca de 651 internaciones hospitalarias por cada 100 000 habitantes con diagnóstico de sepsis, que es la segunda causa de muerte en las unidades de cuidados intensivos no coronarias y la décima causa más común de muerte en general (la primera es la enfermedad cardíaca). La mayor incidencia de sepsis grave se observa en los niños de menos de doce meses y en los adultos mayores. Entre los pacientes estadounidenses con varios ingresos hospitalarios por sepsis en 2010, en los que después del alta de la hospitalización inicial fueron internados en un centro especializado en la atención de enfermos crónicos o de atención de largo plazo hubo más probabilidades de reinternación que en los que después del alta recibieron otra forma de atención. En un estudio que abarcó dieciocho estados de los Estados Unidos se comprobó que en 2011 entre los pacientes de Medicare la septicemia fue la segunda causa más común de reinternación dentro de los treinta días.
Varias situaciones médicas aumentan la susceptibilidad a la infección y al desarrollo de sepsis. Los factores de riesgo comunes incluyen la edad (el riesgo es mayor en los niños muy pequeños y en los ancianos), malformaciones congénitas, trastornos metabólicos, desnutrición avanzada, insuficiencia hepática grave, enfermedades y  estados que debilitan el sistema inmunitario, como el cáncer, la diabetes o la asplenia, los traumatismos, quemaduras e intervenciones quirúrgicas que implican apertura de cavidades sépticas.
Dentro del área hospitalaria, los pacientes atendidos en las unidades de cuidados intensivos son sometidos a diversos procedimientos de diagnóstico y tratamiento cruentos que elevan las tasas de infección intrahospitalaria y en consecuencia de sepsis. De hecho se puede considerar que la sepsis es la principal causa de muerte en las unidades de cuidados intensivos.

## Etiología
Los síntomas de la sepsis no son causados por los microorganismos sino por productos químicos que libera el huésped. La respuesta que conduce a la sepsis puede ser activada por la infección de cualquier sitio corporal. Entre los sitios comunes en los que podría iniciarse una infección figuran el torrente sanguíneo, los huesos (sitio común en los niños), el riñón (infección de las vías urinarias altas o pielonefritis), el intestino (en general en asociación con peritonitis), las meninges (meningitis), el hígado y la vesícula biliar, los pulmones (neumonía bacteriana) y la piel (celulitis).
En pacientes hospitalizados los sitios habituales de infección incluyen las vías intravenosas, las heridas quirúrgicas, los drenajes quirúrgicos y los sitios de ruptura de la piel conocidos como úlceras por presión.
La infección bacteriana es la causa más común de sepsis y choque séptico. Los virus como adenovirus, citomegalovirus y herpes simple; protozoarios como Toxoplasma gondii y  hongos como Candida sp, también pueden estar involucrados como causa de sepsis sobre todo en pacientes con inmunocompromiso grave.
Las bacterias gramnegativas son causantes del 50% de los casos de sepsis, la gran mayoría de los casos de bacteremias por gramnegativos se puede complicar con choque séptico, mientras que solo entre el 5 y 10% de bacteremias causadas por grampositivos se acompañan de esta complicación.
Se ha demostrado que uno de los microorganismos más frecuentes causantes de sepsis severa es el Staphylococcus, principalmente S. aureus, el cual se aislaría entre el 20%-30% de los casos. Otros microorganismos responsables de sepsis severa  son el Streptococcus pneumoniae y Pseudomonas aeruginosa.

## Fisiopatología

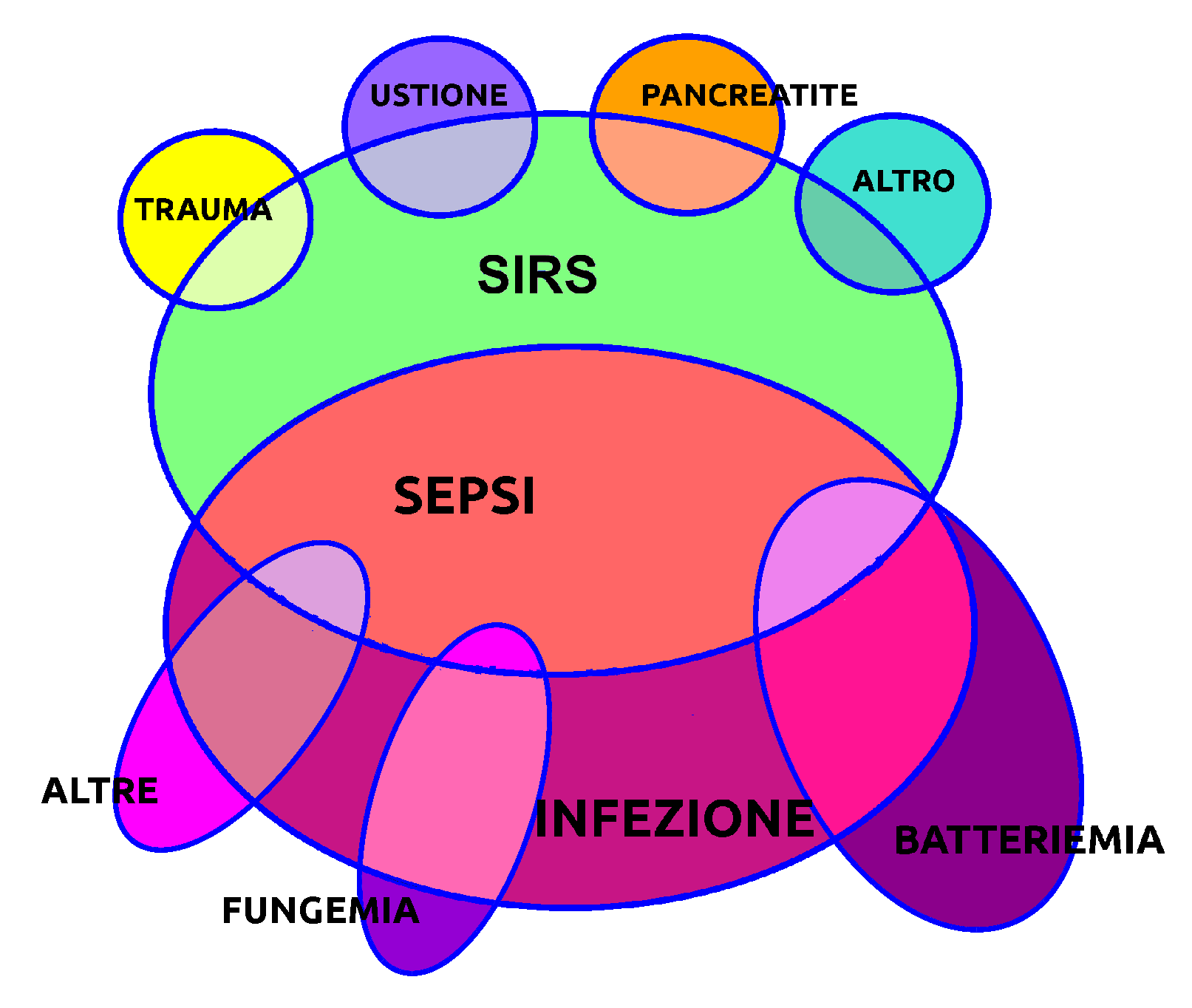
De la infección y el síndrome de respuesta inflamatoria sistémica a la sepsis. trauma: traumatismo; ustione: quemadura; pancreatite: pancreatitis; altro: otro; SIRS: síndrome de respuesta inflamatoria sistémica; sepsi: sepsis; altre: otras; fungemia: fungemia; infezione: infección; batteriemia: bacteriemia.

La sepsis es consecuencia de una combinación de factores relacionados con el patógeno invasor y con el estado del sistema inmunitario del huésped. La fase temprana de la enfermedad, caracterizada por una inflamación excesiva (que a veces desencadena una tormenta de citocinas), puede ser seguida por un período prolongado de disminución del funcionamiento del sistema inmunitario. Cualquiera de esas fases puede resultar fatal.

## Patogenia
Las enfermedades y otras situaciones que más predisponen a la aparición de sepsis por bacterias gramnegativas son la diabetes mellitus, enfermedades linfoproliferativas como la leucemia, la cirrosis hepática, las quemaduras extensas y ciertos fármacos neutropénicos. Por otra parte, la sepsis por bacterias grampositivas es más probable en asociación con catéteres intravenosos, sondas vesicales, prótesis y el uso de drogas intravenosas.
La transición de la sepsis a sepsis grave/choque séptico es consecuencia de una serie de eventos patogénicos. La reacción inicial a la infección es una respuesta neurohumoral proinflamatoria y antiinflamatoria generalizada. Ese proceso comienza con la activación de los monocitos, los macrófagos y los neutrófilos que interactúan con las células endoteliales a través de numerosos receptores de reconocimiento de patógenos. La respuesta del huésped incluye además la movilización de sustancias del plasma como resultado de esa activación celular y la alteración del endotelio. Esas sustancias plasmáticas incluyen citocinas como el factor de necrosis tumoral, interleucinas, caspasa, proteasas, leucotrienos, cininas, especies reactivas del oxígeno, óxido nítrico, ácido araquidónico, factor de activación de las plaquetas y eicosanoides. La activación del complemento y las cascadas de la coagulación amplifica aún más esta elaborada cadena de acontecimientos. El endotelio vascular es el sitio predominante de estas interacciones y, como resultado, hay lesión microvascular, trombosis y una pérdida de la integridad endotelial (fuga capilar), con la consiguiente isquemia de los tejidos. Esa interrupción difusa del endotelio es la causa de las diversas disfunciones de órganos y de la hipoxia tisular global que acompañan a la sepsis grave/choque séptico. Las terapias fundamentales que han llevado a reducir la mortalidad de los pacientes con esta patología se dirigen a revertir esos mecanismos patogénicos.

## Diagnóstico
La sepsis se sospecha en pacientes con fiebre y aumento del ritmo cardíaco y la frecuencia respiratoria. En esos casos a menudo se realiza un examen de sangre en busca de un número anormal de leucocitos, un signo común de sepsis, o un nivel elevado de lactato, que se correlaciona con la gravedad de la afección. También se pueden analizar la sangre y otros líquidos corporales —como la orina y el esputo— para detectar la presencia de agentes infecciosos.
Además, una radiografía de tórax o una tomografía computarizada ayudarán a identificar el lugar de la infección.

### Criterios diagnósticos basados en la Conferencia de Consenso de 2001
Los criterios diagnósticos se basan en las definiciones siguientes:
El término síndrome de respuesta inflamatoria sistémica (SRIS) se refiere a la respuesta inflamatoria generalizada que se produce contra diferentes lesiones infecciosas o no infecciosas. Desde el punto de vista clínico, para diagnosticar un SRIS deben cumplirse al menos dos de los siguientes criterios:
- Temperatura >38 °C o <36 °C.
- Frecuencia cardíaca >90 latidos por minuto.
- Taquipnea >20 respiraciones por minuto o PaCO2 <32 mmHg.
- Leucocitosis >12 000 cel/mm³ o leucopenia <4000 cel/mm³ o más de 10 % de formas inmaduras.

La palabra sepsis alude a la expresión de la respuesta inflamatoria sistémica provocada por una infección, independientemente del tipo de germen (bacteria, virus, hongo o parásito) o de si el germen se encuentra en la sangre o no.
El término sepsis grave define la sepsis asociada con disfunción de órganos, hipoperfusión (acidosis láctica, oliguria y alteraciones del estado mental) o hipotensión que revierte con la administración de líquidos.
El choque séptico, que es el asociado con sepsis grave como su expresión de mayor gravedad, requiere la presencia de un SRIS de origen infeccioso más criterios de hipoperfusión e hipotensión persistente (presión arterial sistólica <90 mmHg o presión arterial media (PAM) <70 mmHg o caída >40 mmHg de la presión arterial sistólica desde la basal) que no revierten con la administración de líquidos (2 L de cristaloides en 1 hora) y por lo tanto requieren el empleo de drogas vasopresoras para su corrección.
El término síndrome de disfunción multiorgánica define la alteración de la función de al menos dos órganos o sistemas en un paciente con una patología aguda en quien la homeostasis ya no puede mantenerse sin intervención.

### Criterios basados en la nueva definición de sepsis

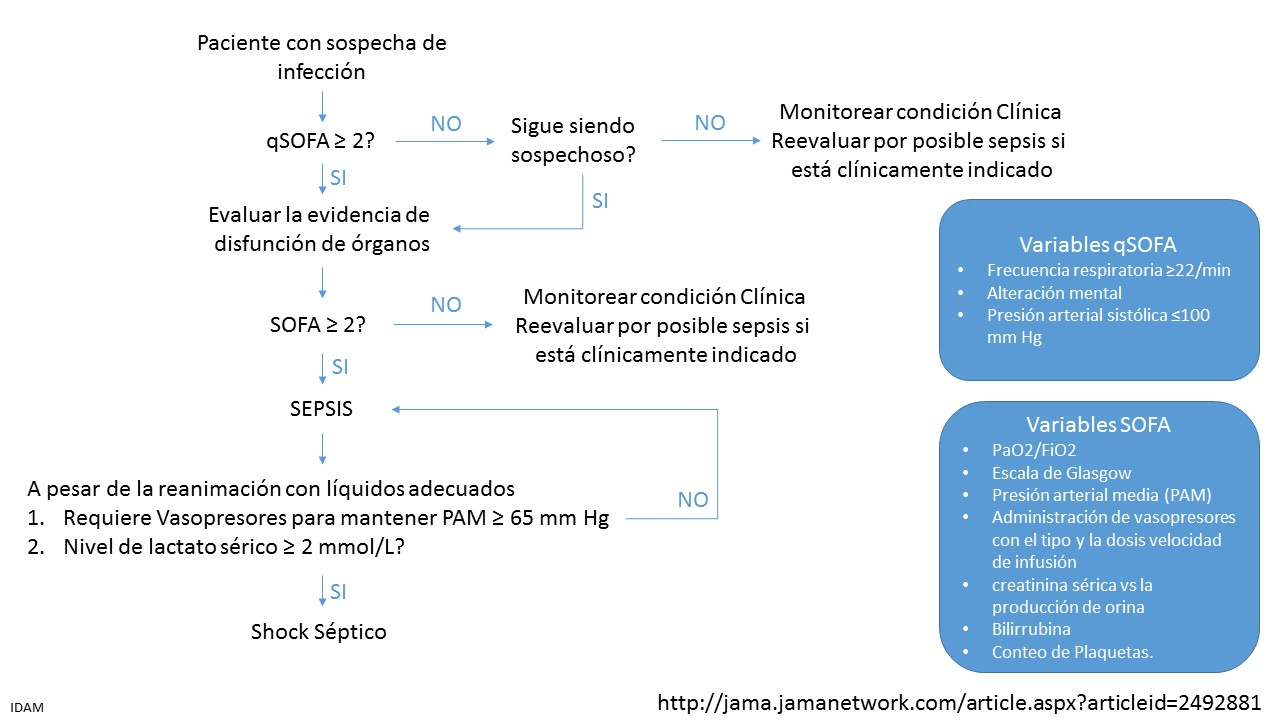
Diagnóstico de sepsis basado en las escalas de medición qSOFA y SOFA según la definición de sepsis-3 de febrero de 2016.

Después de la revisión de las definiciones de sepsis y choque séptico de 2001 hubo avances considerables en la biopatología (cambios en la función de los órganos, la morfología, la biología celular, la bioquímica, la inmunología y la circulación), el manejo y la epidemiología de la sepsis, lo que sugirió la necesidad de una nueva revisión destinada a evaluar las definiciones de sepsis y choque séptico anteriores y actualizarlas en caso de que fuera necesario. Por lo tanto, la Sociedad de Terapia Intensiva estadounidense y su análoga europea convocaron a un grupo de investigadores con experiencia en biopatología, ensayos clínicos y epidemiología de la sepsis para que revisaran las definiciones y los criterios clínicos vigentes en ese momento.
La sepsis no es una enfermedad específica sino un síndrome que abarca una biopatología (conjunto de alteraciones estructurales que subyacen en los procesos de enfermedad) todavía incierta que puede ser identificada por una serie de signos y síntomas clínicos en un paciente con sospecha de infección, pero ante la falta de una prueba diagnóstica de referencia los expertos convocados a la última conferencia internacional de consenso buscaron definiciones y criterios clínicos de apoyo que fueran claros y satisficieran múltiples dominios de utilidad y validez.
Según esos científicos, la falta de un criterio diagnóstico estándar, al igual que en muchas otras enfermedades sindrómicas, impide una validación inequívoca y en su lugar requiere estimaciones aproximadas del rendimiento a través de una variedad de dominios de validez, como se indicó antes. El objetivo de la revisión era ayudar al médico de cabecera, y tal vez dar lugar a una intensificación de la atención, mediante el desarrollo y la validación de criterios clínicos simples (como la escala qSOFA) para identificar a los pacientes con sospecha de infección y probabilidad de malos resultados, es decir de una internación prolongada en la unidad de cuidados intensivos y de muerte en el hospital, un enfoque con importantes implicaciones epidemiológicas y de investigación. Los criterios propuestos deberían ayudar a la categorización del diagnóstico una vez completados la evaluación inicial y el manejo inmediato.
En la opinión de los expertos las limitaciones de las definiciones previas incluían una focalización excesiva en la inflamación, el patrón engañoso según el cual la sepsis es un continuo que va de sepsis grave a choque y la falta de especificidad y sensibilidad de los criterios de SRIS. Las múltiples definiciones y las diversas terminologías en uso para aludir a la sepsis, al choque séptico y a la disfunción de órganos generaban discrepancias en la incidencia y las tasas de mortalidad informadas. El grupo de expertos llegó a la conclusión de que el término "sepsis grave" era redundante y recomendó la definición de sepsis que ya se mencionó (una disfunción de órganos potencialmente mortal causada por una respuesta no regulada del huésped a la infección). En cuanto a la disfunción de órganos, puede ser definida como un aumento de dos o más en la puntuación de la escala SOFA, que como también se dijo se asocia con una mortalidad hospitalaria superior al diez por ciento. El choque séptico se definió como una afección derivada de la sepsis en la que las anomalías circulatorias, celulares y metabólicas particularmente importantes se asocian con un riesgo de mortalidad mayor que el asociado con la sepsis sola. Como se comentó antes, los pacientes con choque séptico pueden ser identificados por la necesidad de vasopresores para mantener una presión arterial media (PAM) de 65 mmHg o mayor y un nivel sérico de lactato superior a 2 mmol/L (> 18 mg/dL) en ausencia de hipovolemia, combinación vinculada con tasas de mortalidad hospitalaria de más del cuarenta por ciento.
En ámbitos extrahospitalarios, en la sala de urgencias o en las salas comunes para internación los pacientes adultos con sospecha de infección pueden ser identificados rápidamente como más propensos a experimentar los resultados desfavorables típicos de la sepsis si satisfacen al menos dos de los criterios que juntos constituyen una nueva escala de puntuación clínica de cabecera denominada q SOFA (escala SOFA rápida): frecuencia respiratoria de 22 por minuto o mayor, alteración del estado mental o una presión arterial sistólica ≤ 100 mmHg. La conclusión de los expertos fue que las definiciones y los criterios clínicos anteriores deben ser reemplazados por los recién actualizados que se acaban de describir para facilitar el reconocimiento temprano y el manejo más oportuno de los pacientes con sepsis o en riesgo de desarrollarla.
Otro problema importante que se consideró en las reuniones fue el de que rara vez se cuenta con la confirmación microbiológica de la infección cuando se inicia el tratamiento; además, aun cuando se hayan completado las pruebas microbiológicas, la "sepsis" con cultivo positivo se observa solo en el treinta al cuarenta por ciento de los casos. Según los miembros del grupo de expertos ni qSOFA ni SOFA van a aportar un criterio de definición único de la sepsis y es esencial que la no satisfacción de dos o más criterios de esas escalas no genere un aplazamiento de la investigación diagnóstica o el tratamiento de una infección ni un retraso en cualquier otro aspecto de la atención considerado necesario por los médicos. La escala qSOFA se puede implementar rápidamente a la cabecera del paciente sin necesidad de análisis de sangre y los investigadores esperan que facilite la rápida identificación de una infección que plantee una mayor amenaza para la vida. Si no se han llevado a cabo las pruebas de laboratorio apropiadas, esa escala puede apresurar la evaluación mediante pruebas bioquímicas para identificar disfunción de órganos. Esos datos ayudarán sobre todo al manejo del paciente, pero también permitirán la obtención posterior de la puntuación SOFA.
Los expertos que formularon las últimas definiciones subrayan que los criterios del SRIS todavía pueden ser útiles para la identificación de la infección. Además, sostienen que, aunque los datos de la escala qSOFA son menos sólidos que una puntuación SOFA de dos o más en la unidad de cuidados intensivos, esa escala no requiere pruebas de laboratorio y permite una evaluación rápida y repetida. También sugieren que se utilicen los criterios de la escala qSOFA para ayudar a los clínicos a investigar más rápido en busca de una posible disfunción de órganos, a iniciar o intensificar el tratamiento correcto y a considerar la suspensión de la terapia intensiva o el aumento de la frecuencia de monitoreo. Además, consideran que el hallazgo de criterios qSOFA positivos también debe plantear la posibilidad de una infección en pacientes en los que todavía no se la había sospechado.
Como ya se dijo, las definiciones y los criterios clínicos actualizados deben sustituir a los anteriores. En febrero de 2016 la redefinición de la sepsis aporta perspectivas nuevas en cuanto a la forma en que debe verse esa enfermedad y proporciona nuevos criterios diagnósticos por medio de la escala SOFA y la nueva escala qSOFA (SOFA rápida).
Para finalizar debe mencionarse que los científicos que reformularon la definición de sepsis y otros términos relacionados subrayaron que el proceso de actualización y redefinición no ha terminado y recomendaron que, como se hace con el software y otras actualizaciones de codificación, la nueva definición se designe sepsis 3 y las de 1991 y 2001 sean reconocidas como sepsis 1 y sepsis 2, respectivamente, para hacer hincapié en la necesidad de futuras versiones.
No obstante, cabe destacar la falta de consenso en el campo médico respecto a esta nueva definición. Múltiples autores arguyen que si bien es cierto que la definición previa basada en el SIRS no es una herramienta perfecta, su utilidad está ampliamente fundamentada. Dada la alta mortalidad de la sepsis, debiera primarse una herramienta de screening de alta sensibilidad, como ha sido el SRIS, frente a la especificidad, algo mayor con el SOFA. En múltiples estudios se ha objetivado una relación directamente proporcional entre mortalidad y el SRIS. Además, su uso, así como las definiciones de sepsis previas y las intervenciones asociadas han reducido significativamente la mortalidad global por sepsis. Por tanto, sustituir una definición de sepsis que ha supuesto una disminución global de la mortalidad, y ha bajado las cifras de sepsis grave alrededor del 7-16 % y del shock séptico del 20-25 % y que está ampliamente extendida y validada (mayor precocidad con menor mortalidad), por otra de uso marginal, sin estudios prospectivos en diferentes tipos de pacientes, entornos y regiones que respalden este cambio, supone un ejercicio de riesgo al que no deben exponerse los pacientes.

## Diagnóstico diferencial
El diagnóstico diferencial de la sepsis es amplio y exige contemplar (para excluir) la posibilidad de enfermedades o estados no infecciosos que puedan causar signos sistémicos de síndrome de respuesta inflamatoria sistémica como por ejemplo abstinencia de alcohol, pancreatitis aguda, quemaduras, tromboembolismo pulmonar, tirotoxicosis, anafilaxia, insuficiencia suprarrenal aguda y choque neurogénico.
En cuanto a la sepsis neonatal, aunque la mayor parte de los patógenos que la causan son bacterias, en algunas ocasiones la infección es provocada por hongos, virus o parásitos de manera que esas etiologías deben ser consideradas en el diagnóstico diferencial.

## Tratamiento
El tratamiento consiste en el restablecimiento de la perfusión con líquidos intravenosos (IV) y a veces agentes vasopresores, sostén con oxígeno (O2), administración de antibióticos de amplio espectro, control de la fuente de la infección y en ocasiones otras medidas de sostén. Los pacientes con choque séptico deben ser tratados en una unidad de cuidados intensivos para que sea posible monitorear con intervalos de una hora la presión venosa central (PVC), la presión de enclavamiento en la arteria pulmonar (PEAP), la saturación de oxígeno en sangre venosa central (ScvO2), la oximetría de pulso, los gases en sangre arterial, los niveles de glucemia, lactato y electrólitos y la función renal. Debe medirse el volumen de orina, un buen indicador de la perfusión renal, lo que habitualmente se hace con un catéter permanente. El desarrollo de oliguria (p. ej., menos de 0,5 mL/kg/h) o anuria o una elevación del nivel de creatinina son indicadores de una insuficiencia renal inminente.

### De la sepsis grave de origen no determinado
Como las manifestaciones del síndrome de respuesta inflamatoria sistémica no son específicas de los procesos infecciosos, alrededor del cuarenta por ciento de los pacientes que ingresan como casos de emergencia con un cuadro grave o un choque que aparentan ser sépticos no corresponden a infecciones (en el treinta y dos por ciento de los casos se trata de patología no infecciosa que simula sepsis y en el doce por ciento la patología es de etiología no determinada). De todos modos, aunque se hayan completado el examen clínico y los exámenes de laboratorio y de imágenes de rutina (incluida la ecografía abdominal), después de la indicación de los cultivos correspondientes el paciente debe recibir terapia combinada con antibióticos de amplio espectro lo antes posible para aumentar la supervivencia y disminuir la morbimortalidad.

### Inmunoterapia
El sistema inmunitario es una superestructura biológica con la función esencial de preservar la integridad de los diferentes componentes del organismo frente a la agresión de agentes microbianos o células neoplásicas. En el desarrollo de esa acción bioprotectora participa un amplio conjunto de elementos celulares y moleculares integrados que componen una unidad funcional sistémica con capacidad de reconocer de manera específica cualquier fragmento molecular extraño al organismo y generar una respuesta efectora defensiva contra él. La excepcional versatilidad funcional del sistema inmunitario determina la puesta en marcha de diversos mecanismos efectores adaptados a las condiciones biológicas de las distintas categorías de agentes infecciosos que garantizan una respuesta antimicrobiana potencialmente adecuada, pero a veces esa reacción contra la infección es inadecuada a causa de un estado de deficiencia de los elementos del sistema o de una regulación inapropiada de esa respuesta contra las estrategias de evasión de los microorganismos. Además, también existe la posibilidad de que la falta de control y limitación de la reacción inflamatoria generada por los mecanismos efectores del sistema inmunitario provoque fenómenos de agresión a lo propio y constituya el factor patogénico fundamental de expresiones clinicopatológicas asociadas con la invasión microbiana, como el choque séptico o diversas formas de autoinmunidad. Los autores del trabajo que se acaba de comentar consideran que para progresar en el tratamiento antimicrobiano es preciso conocer mejor las bases celulares y moleculares del sistema inmunitario que intervienen en las diferentes enfermedades infecciosas para posibilitar la creación de medidas inmunomodificadoras que induzcan una respuesta competente y controlada contra la infección.
En otra publicación se afirma que la sepsis es un síndrome clínico complejo que implica tanto una infección como una respuesta inmunitaria lesiva del huésped. Los antibióticos son elementos esenciales del tratamiento de esa enfermedad, pero a pesar de los grandes avances logrados en su desarrollo en las últimas décadas, la sepsis sigue asociándose con una tasa de mortalidad inaceptablemente alta (de alrededor del treinta por ciento) como resultado, por un lado, del aumento de microorganismos resistentes a los antibióticos y, por otro, de la escasez de inmunoterapias eficaces. Un escollo importante para el desarrollo de buenas inmunoterapias es la falta de comprensión de la respuesta inmunitaria del huésped, problema que se agrava a causa de la falta de especificidad de las definiciones clínicas de la enfermedad. El efecto negativo que han tenido las malas definiciones sobre la investigación de la sepsis se ha reflejado en el fracaso tanto de estudios epidemiológicos como de ensayos clínicos de terapias. Por lo tanto, habrá que desarrollar mejores definiciones que permitan un avance en ese campo.
En un trabajo anterior se dice que a pesar de los avances en el diagnóstico y la intervención temprana con antibióticos, las tasas de morbilidad y mortalidad asociadas con la sepsis por bacterias gramnegativas siguen siendo altas. Los mediadores responsables de la patogenia de esa enfermedad son componentes derivados de las propias bacterias (endotoxinas) y de las células de la respuesta inmunitaria del huésped (factor de necrosis tumoral y algunas interleucinas). El tratamiento tradicional de la sepsis se dirige sobre todo contra el microorganismo mediante el uso de antibióticos cada vez más potentes, pero se sabe que los antibióticos no constituyen una solución definitiva porque aun cuando eliminen a las bacterias no tendrán efectos sobre la endotoxina y podrán aumentar su liberación cuando se produzca la lisis celular. Según los autores del último trabajo mencionado, a partir de la década de 1980 se probaron tratamientos nuevos que incluyeron el uso de anticuerpos policlonales y monoclonales de origen murino y humano dirigidos contra el lípido A de la endotoxina así como anticuerpos monoclonales contra el factor de necrosis tumoral y si bien la eficacia de esas moléculas para interrumpir la cadena de acontecimientos indeseables provocados por la endotoxina no es absoluta en todos los casos, ellos celebran el advenimiento de inmunoterapias como tratamiento auxiliar de una enfermedad potencialmente fatal.

## Pronóstico
La muerte se produce en alrededor del veinte al treinta y cinco por ciento de los pacientes con sepsis grave y entre las personas con choque séptico la tasa de mortalidad es del treinta al setenta por ciento. La determinación del nivel de lactato es un método útil para conocer el pronóstico: en los pacientes con un nivel mayor de 4 mmol/L la tasa de mortalidad es del cuarenta por ciento y cuando ese nivel es menor de 2 mmol/L la mortalidad es inferior al quince por ciento.
Entre los diferentes sistemas de estratificación del pronóstico que se utilizan en las unidades de cuidados intensivos se destacan el APACHE II (del inglés Acute Physiology and Chronic Health Evaluation II) y la escala MEDS (del inglés Mortality in Emergency Department Sepsis), un sistema de evaluación que intenta determinar la mortalidad aproximada de origen séptico en el servicio de emergencias. Con el sistema APACHE II se consideran factores como la edad, la enfermedad subyacente y diversas variables fisiológicas para estimar el riesgo de muerte de los pacientes con sepsis grave. La covariable individual que más influye en el riesgo de muerte es la gravedad de la enfermedad subyacente. El choque séptico también es un fuerte predictor de mortalidad en el corto y el largo plazo. Las tasas de letalidad son similares para la sepsis grave con cultivo positivo y con cultivo negativo. En el ámbito del servicio de emergencias el puntaje de la escala MEDS es simple y útil. Sin embargo, pese a ser una herramienta precisa y fiable para pronosticar la mortalidad a los veintiocho días en pacientes con síndrome de respuesta inflamatoria sistémica internados en el servicio de emergencias, es posible que no sea la mejor para determinar el pronóstico de los pacientes con sepsis grave. Según los autores de otro estudio, la revisión de la bibliografía no les proporcionó información suficiente para evaluar la exactitud de los modelos de determinación del pronóstico en pacientes con una supuesta infección internados en el servicio de urgencias o en una sala de hospital. Algunos informes sugieren una mayor precisión con escalas de puntuación como la MEDS, pero los resultados informados no son coherentes.
Es posible que después de un episodio de sepsis grave algunas personas experimenten un deterioro cognitivo importante en el largo plazo, pero dada la ausencia de datos neuropsicológicos de referencia en la mayoría de los pacientes con sepsis es difícil cuantificar o estudiar la incidencia de esa secuela.

## Prevención

### De la sepsis bacteriana fulminante
Las recomendaciones preventivas básicas incluyen que el médico especialista (cardiólogo, hematólogo u otro profesional) responsable de la atención de los pacientes con afecciones asociadas con asplenia/hiposplenia evalúe en forma temprana y, cuando esté indicado, periódicamente, la funcionalidad del bazo, que los pacientes asplénicos usen un elemento identificatorio (medalla o pulsera) que advierta a terceros su condición de asplénicos y que ante la consulta de un paciente asplénico/hiposplénico por un cuadro febril el médico general, o de servicios de urgencia, tenga clara conciencia de la posibilidad de desarrollo de una sepsis bacteriana fulminante.